# نجماوية
النجماوية (الاسم العلمي: Astereae) هي قبيلة نباتية تتبع فصيلة النجمية من رتبة النجميات.

## عمائر
- النجمينة (الاسم العلمي: Asterinae)
- الكونيزينة (الاسم العلمي: Conyzinae)
- البكاريسينة (الاسم العلمي: Baccharidinae)
- (الاسم العلمي: Grangeinae)
- (الاسم العلمي: Chrysopsidinae)
- (الاسم العلمي: Machaerantherinae)
- (الاسم العلمي: Solidagininae)
- (الاسم العلمي: Hinterhuberinae)
- (الاسم العلمي: Brachycominae)
- (الاسم العلمي: Homochrominae)
- (الاسم العلمي: Symphyotrichinae)